# Héron intermédiaire
Ardea intermedia
Espèce
Statut de conservation UICN

 LC  : Préoccupation mineure
Synonymes
- Mesophoyx intermedia

Le Héron intermédiaire (Ardea intermedia), anciennement Aigrette intermédiaire, est une espèce d'oiseaux de la famille des Ardéidés.

## Taxonomie
Considérée comme une sous-espèce du Héron intermédiaire (Ardea intermedia) par certaines autorités, le 26 septembre 2023, l'Union internationale des ornithologues a décidé de séparer les trois sous-espèces en trois espèces à part entière :
- Ardea brachyrhyncha — Héron à bec jaune[2] ;
- Ardea intermedia — Héron intermédiaire ;
- Ardea plumifera — Héron plumifère[2].

## Répartition

zone de nidification
résident permanent
non nicheur

Son aire de répartition est vaste. Cette espèce niche en Asie de l'Inde au Japon en passant par la Chine et la Corée du Sud ainsi qu'en Asie du Sud-Est.

## Habitat
L'habitat de cet oiseau est constitué de marais, de rizières, de lagunes et de champs inondés.

## Description

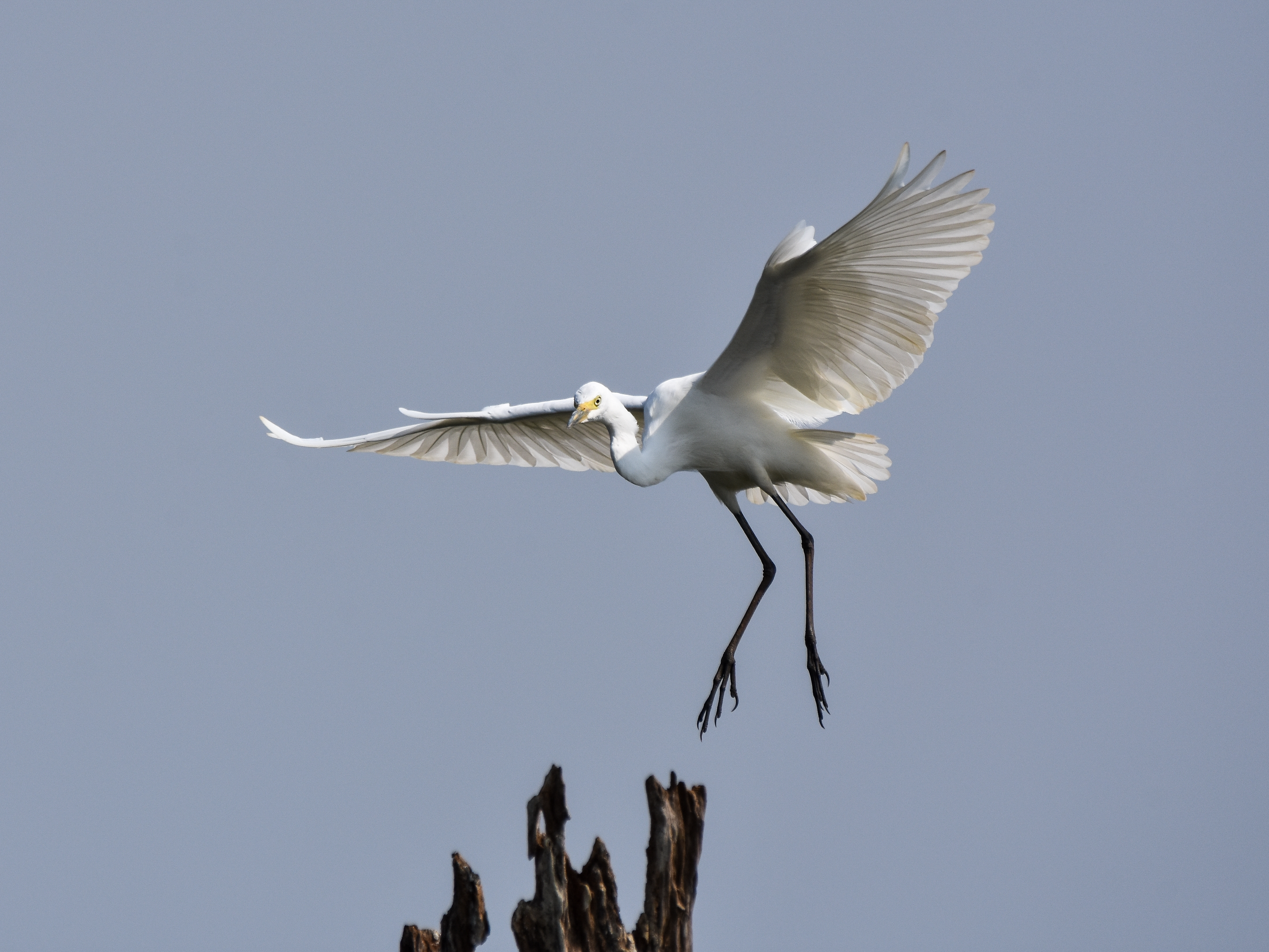
Un héron intermédiaire se pose sur un reste de bois, au réservoir de Kabini dans le Karnataka (Inde).

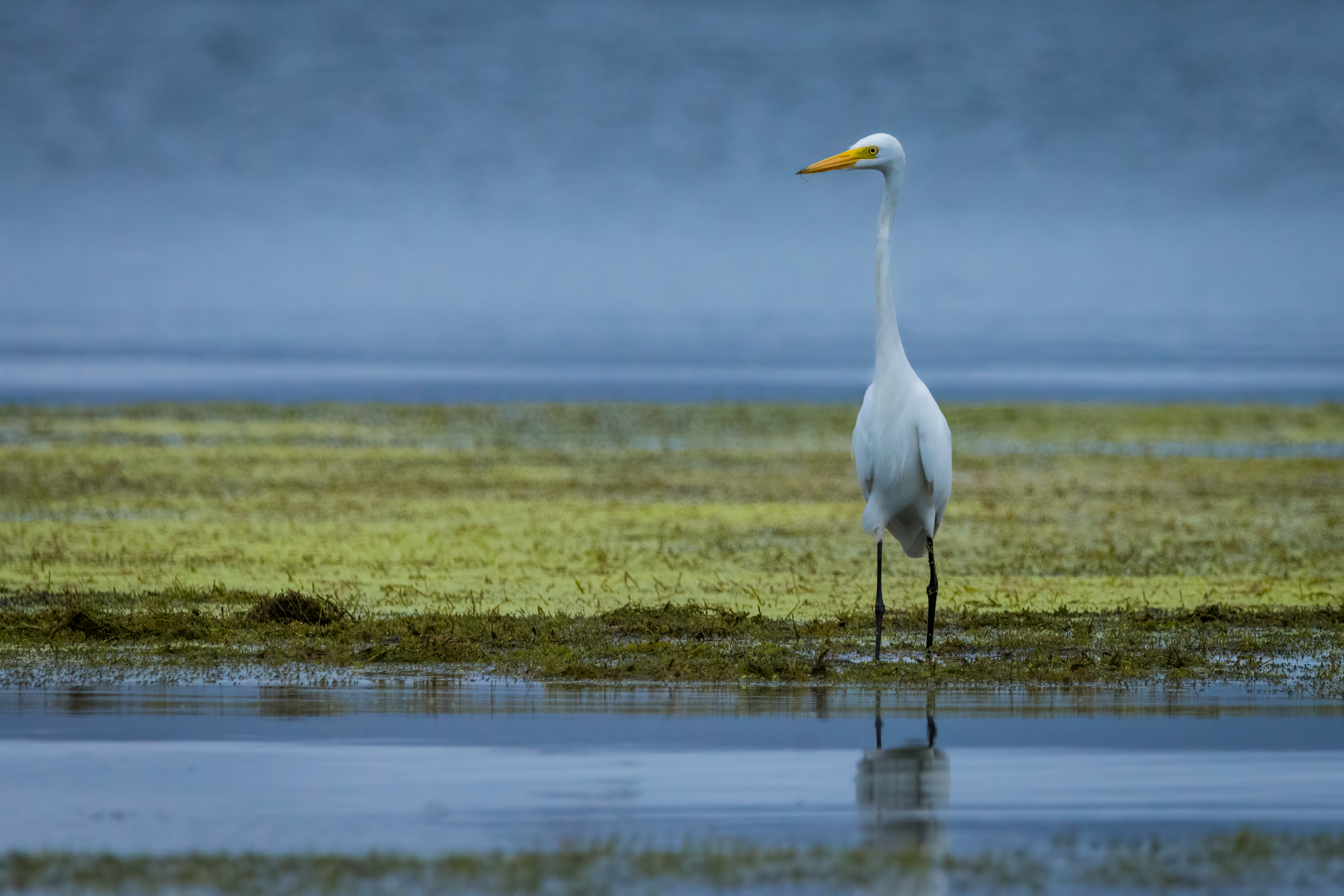
Un héron intermédiaire debout au bord du lac Taal aux Philippines. Janvier 2022.

Cet oiseau au plumage blanc immaculé, ressemble beaucoup à plusieurs espèces d'Aigrettes, qui vivent dans les mêmes pays. La taille est proche de celle de l'Aigrette garzette (67 cm), mais, comme la Grande Aigrette (qui est beaucoup plus volumineuse) elle ne possède pas de longues plumes sur la nuque, elle a un bec jaune (parfois noir ou verdâtre) et des pattes noires. Elle peut parfois être confondue avec le Héron garde-bœufs, qui a une coloration semblable (mais un aspect général plus ramassé et une biologie bien différente). Cette espèce ne présente pas de dimorphisme sexuel.

## Mode de vie
Comportement proche de celui de l'Aigrette garzette, cet oiseau chasse en eau peu profonde des poissons, des crustacés et des insectes.

## Reproduction

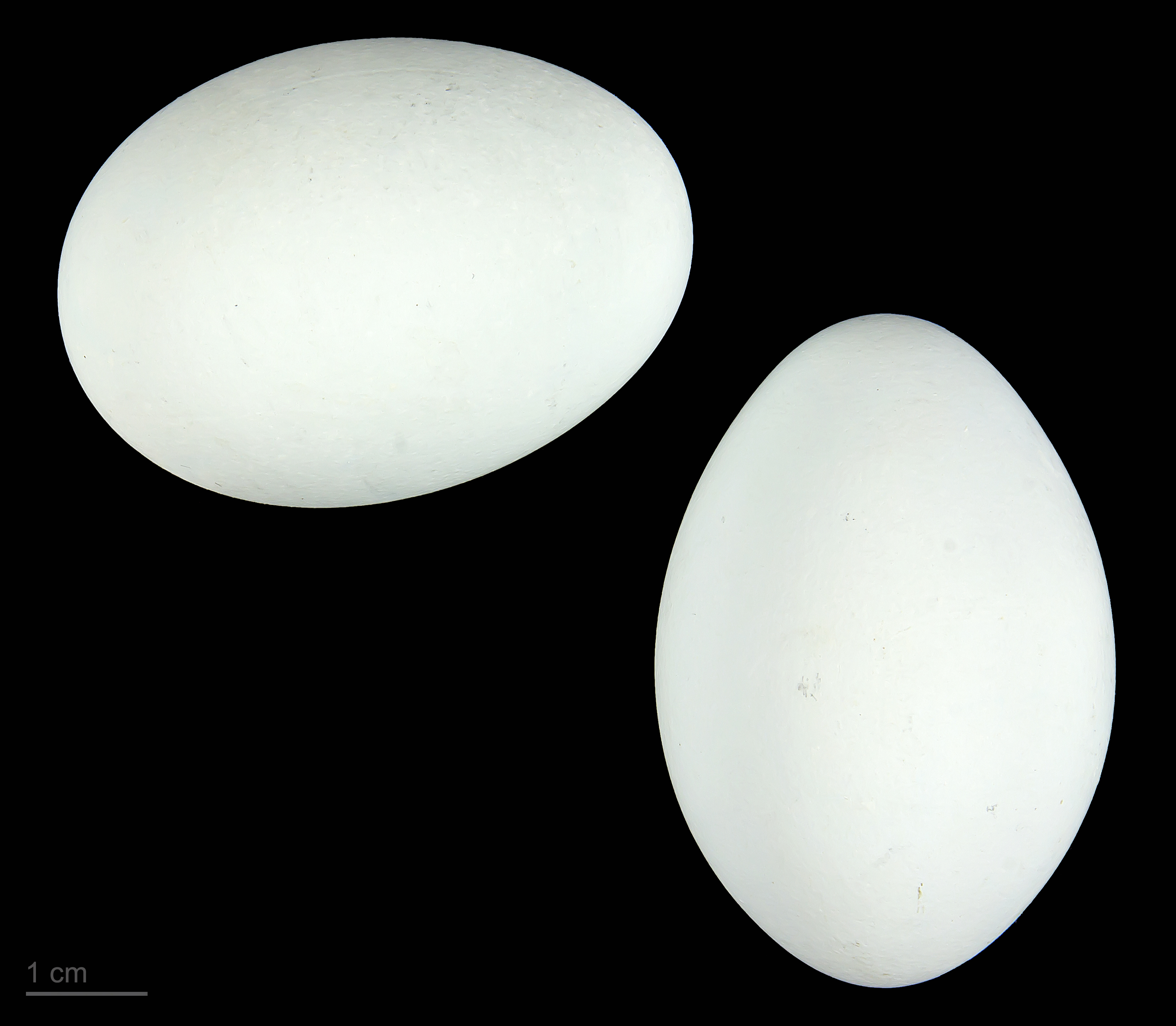
Œufs dArdea intermedia brachyrhyncha au MHNT.

Niche en colonies, souvent avec d'autres espèces de hérons et autres oiseaux aquatiques, dans des arbres, des roselières ou parfois sur des rochers. Le nid est une plate-forme de branches, de joncs et d'herbes.
Deux à quatre œufs bleus sont pondus, et couvés pendant de 24 à 27 jours. Les jeunes restent au nid pendant trois semaines.